# Magnus I van Saksen-Lauenburg
Magnus I van Saksen-Lauenburg (Ratzeburg, 1 januari 1470 — aldaar, 1 augustus 1543) was van 1507 tot aan zijn dood hertog van Saksen-Lauenburg. Hij behoorde tot het Huis Ascaniërs.

## Levensloop
Magnus was de oudste zoon van hertog Johan V van Saksen-Lauenburg en Dorothea van Brandenburg, dochter van keurvorst Frederik II van Brandenburg. In 1507 volgde hij zijn vader op als hertog van Saksen-Lauenburg. Al tijdens de laatste levensjaren van zijn vader leidde Magnus de regering van het land.
Tijdens zijn regering had hij conflicten met het prinsaartsbisdom Bremen en het bisdom Ratzeburg. Het conflict met het prinsaartsbisdom Bremen ging over de soevereiniteit over Land Hadeln en Wursten, gebieden in handen van de hertogen van Saksen-Lauenburg die door Bremen geclaimd werden. Het conflict leidde in 1498/1499 tot een korte militaire campagne en raakte in 1500 na de bemiddeling van hertogen Erik I van Brunswijk-Calenberg-Göttingen en Hendrik I van Brunswijk-Wolfenbüttel opgelost. De twist met het bisdom Ratzeburg duurde veel langer en ging over de rechten om goederen op te slaan in de bisschoppelijke gebieden die de bisschop opeiste. Het conflict escaleerde zodanig dat Magnus door de kerk geëxcommuniceerd werd en dat zijn gebieden onder interdict geplaatst werden. In 1519 werd het conflict uiteindelijk opgelost.
Magnus was de eerste hertog van Saksen-Lauenburg die een tolerante houding innam in het conflict over het keurvorstprivilege tussen Saksen-Lauenburg en Saksen-Wittenberg. Zo voerde hij niet de titel van keurvorst en liet hij de keurvorstelijke zwaarden uit zijn wapenschild verwijderen. Op 12 november 1530 werd hij op de Rijksdag van Augsburg door keizer Karel V officieel beleend met het hertogdom Saksen-Lauenburg. 
Als hertog van Saksen-Lauenburg voerde Magnus de Reformatie in en bekeerde hij zich tot het lutheranisme. Hij stierf in augustus 1543 op 73-jarige leeftijd, waarna hij in Ratzeburg werd begraven.  

## Huwelijk en nakomelingen
Op 20 november 1509 huwde hij met Catharina (1488-1563), dochter van hertog Hendrik I van Brunswijk-Wolfenbüttel. Ze kregen zes kinderen:
- Frans I (1510-1581), hertog van Saksen-Lauenburg
- Dorothea (1511-1571), huwde in 1525 met koning Christiaan III van Denemarken
- Catharina (1513-1535), huwde in 1531 met koning Gustaaf I van Zweden
- Clara (1518-1576), huwde in 1547 met hertog Frans van Brunswijk-Gifhorn
- Sophia (1521-1571), huwde in 1537 met graaf Anton I van Oldenburg
- Ursula (1523-1577), huwde in 1551 met hertog Hendrik V van Mecklenburg